# Thomas Koschwitz
Thomas Koschwitz (* 6. April 1956 in Heidelberg) ist ein deutscher Radio- und Fernsehmoderator, Schauspieler und Buchautor.

## Leben
Mit seinen Eltern zog Koschwitz in den ersten Lebensjahren häufig um. Nach Stationen in Heidelberg, Gelsenkirchen und Braunschweig lebte er ab seinem 9. Lebensjahr in Marburg an der Lahn. Dort ging er zur Schule, machte sein Abitur und studierte. Koschwitz begann seine Karriere 1975 mit 19 Jahren als jüngster Hörfunk-Nachrichtensprecher, der je beim Hessischen Rundfunk tätig war. Auslöser seiner Faszination für das Radio war Anfang der 1970er-Jahre die Beteiligung an einem Mittelwellen-Piratensender des örtlichen Internats in Marburg. Nachdem dies durch die Direktorin unterbunden worden war, ermöglichte sie ihm einen ersten Einblick in den Hessischen Rundfunk. Dort ermutigte man ihn, an einem Sprechercasting teilzunehmen. Dieses fand zeitgleich mit seinem Abitur statt und führte dazu, dass er als Einziger von 25 Bewerbern genommen wurde. Damit erhielt er die besagte Anstellung als Nachrichtensprecher im Radioprogramm des hr. Vorher hatte Koschwitz bereits seine erste Reportage über die Blista in Marburg beim hr eingereicht; sie wurde dort auch gesendet.
Nachdem er in der damaligen Morgensendung ausgeholfen hatte, erhielt er seine ersten eigenen Sendungen wie Pop auf Wunsch und Drugstore 1422 beim Saarländischen Rundfunk. Neben seinem Studium der Germanistik, Politologie, Soziologie und Sprechwissenschaft zwischen 1975 und 1980 im oberhessischen Marburg an der Lahn wurde er Sprecher und Moderator bei hr3. Koschwitz’ Stil und Sprache hatten einen hohen Wiedererkennungswert und machten Formate wie Pop und Weck, Mittagsdiscotheke und Pop mit Gästen zu beliebten Sendungen. Als erfolgreich gilt vor allem die Sendung Kuschelrock, die Koschwitz Mitte der 1980er Jahre entwickelte und moderierte.
1985 startete Koschwitz erste Versuche als TV-Moderator für den hessischen Rundfunk, unter anderem mit einer Sendung am und um den Frankfurter Flughafen. Es folgten Engagements beim Privatsender Sat.1 u. a. im Frühstücksfernsehen. Als Urlaubsvertretung übernahm er 1994 während der Sommerpause von Gottschalk Late Night mit Erfolg die Moderation der RTL Nachtshow. Diese wurde jedoch 1995 mit dem Beginn der Harald Schmidt Show beim Konkurrenzsender eingestellt, bei dem Koschwitz ein Jahr später die Tiershow Hamster TV moderierte. Die Wirkung dieser mit Spott und Kritik bedachten Produktion hatte Koschwitz nach eigener Aussage deutlich unterschätzt. Später hatte er bereut, die Moderation hierfür jemals übernommen zu haben, obwohl die Sendung einen Zielgruppenmarktanteil von 14,7 Prozent erreichte.
Daneben hatte Koschwitz weitere TV-Engagements als Talkmaster und Schauspieler, unter anderem beim Nachrichtensender N24 mit dem erfolgreichen Late Night Talk Format Koschwitz, das von 2000 bis Dezember 2002 ausgestrahlt wurde, oder in der Tatort-Folge Zielscheibe, in der er 2001 einen zynischen Fernsehmacher spielte. Inzwischen war Koschwitz ab Ende der 1990er Jahre in Berlin für den Sender 94,3 rs2 als Moderator tätig. Mit Beginn des Engagements für N24 zog Koschwitz nach Berlin, da die Talkshow – noch vor dem Wegzug des Senders aus München – dort in einem eigens errichteten Studio produziert wurde. Mit TV- und Radioengagements sollten es fast 20 Jahre werden, die er dort verbrachte.
Für Kabel eins moderierte Koschwitz von 2002 bis 2003 die 13 Ausgaben umfassende Sendung Was macht eigentlich… und interviewte u. a. Larry Hagman. Am 4. Oktober 2002 erlitt er bei Vorbereitungen zur Produktion der Sendung einen Schlaganfall. Mit diesem Ereignis und dessen Folgen setzte er sich in einem Buch auseinander. Nach seiner Genesung nahm er 2003 und 2004 erneut Fernsehprojekte bei Kabel eins und Sat.1 an.
Ab 2004 begann Koschwitz seinen Tätigkeitsschwerpunkt wieder auf den Hörfunk zu legen. Er moderierte unter anderem bei den Radiosendern Berliner Rundfunk 91.4, Radio Brocken, harmony.fm und Klassik Radio die Sendung Koschwitz zum Wochenende. Bis Mitte Dezember 2023 wurde die Talksendung noch von Antenne 1 und Radio Nordseewelle ausgestrahlt. Hintergründe dieses Formats sind zum einen Koschwitz’ Überzeugung, Radio müsse weg vom Image, nur Musik abzuspielen und stattdessen wieder „ein Event werden“, zum anderen seine Affinität, die Botschaften und Gedanken anderer Personen herauszuarbeiten. Große Beachtung fand kurz vor der Bundestagswahl 2005 der von Koschwitz moderierte „Radio-Gipfel“ mit Bundeskanzler Gerhard Schröder und der damaligen Kanzlerkandidatin Angela Merkel, der in voller Länge von den 45 wichtigsten privaten Radiosendern fast zeitgleich ausgestrahlt wurde. Etwa 15 Millionen Zuhörer konnten dabei mitverfolgen, wie Koschwitz Kanzler und Herausforderin befragte.
Von August 2006 bis April 2010 moderierte er für den Berliner Rundfunk 91.4 werktags zwischen 6 und 10 Uhr die Frühsendung Koschwitz am Morgen, zuletzt zusammen mit seinem Sohn Tim. Zudem war er in der Sendung Koschwitz Classic Hits jeden Freitag von 19 bis 22 Uhr zu hören. Anschließend wechselte er zur Berliner Konkurrenz 104.6 RTL und moderierte dort 6 Jahre lang seine eigene Sendung Koschwitz am Nachmittag. Diese Sendung lief zeitgleich durch Voicetracking auch auf RTL – Deutschlands Hit-Radio. Danach wechselte er zu 105’5 Spreeradio, um dort nachmittags die Thomas Koschwitz Show zu moderieren.
2016 stand er außerdem als Schauspieler in Berlin auf der Bühne.
Koschwitz verlegte 2018 seinen Wohnsitz wieder von Berlin in seine hessische Heimat nach Frankfurt. Seit dem 13. August 2018 moderierte Koschwitz live Koschwitz am Morgen auf hr1. Er kehrte damit zum  Hessischen Rundfunk zurück, wo er seine Radio-Karriere gestartet hatte und fast 20 Jahre tätig war. Im Mai 2023 wurde bekannt, dass Koschwitz zum Jahresende in den Ruhestand gehen werde. Am 15. Dezember 2023 ging er letztmals auf Sendung und verabschiedete sich von seinen Hörern.
Nebenberuflich ist Koschwitz als Moderator und Entertainer für verschiedene Veranstaltungen tätig.

## Privates
Koschwitz heiratete 1981 in Marburg, jedoch hielt die Ehe nicht dauerhaft. Er hat einen Sohn, Tim Koschwitz, der ebenfalls als Radiomoderator tätig ist, sowie eine Tochter. Im Sommer 2016 heiratete er seine langjährige Partnerin Cindy.